# Guga (calciatore 1977)
José Augusto Santana dos Santos, meglio noto come Guga (Rosário do Catete, 14 marzo 1977), è un ex calciatore brasiliano, di ruolo attaccante.